# Born This Way: The Remix
Born This Way: The Remix là album phối lại thứ hai của nữ nghệ sĩ thu âm người Mỹ Lady Gaga, phát hành vào ngày 18 tháng 11 năm 2011 bởi Interscope. Album là được phát hành với tư cách là một phần của Born This Way: The Collection, một phiên bản đặc biệt được phát hành gồm 17 ca khúc từ album phòng thu thứ hai của Gaga và một phát hành DVD được phát hành của buổi hòa nhạc đặc biệt của HBO, Lady Gaga Presents the Monster Ball Tour: At Madison Square Garden. Đa số các bản phối đã được xuất hiện trong các đĩa mở rộng phối lại khác được phát hành bên cạnh mỗi đĩa đơn từ Born This Way. Về mặt âm nhạc, album là một bản thu nhạc nhảy và nhạc điện tử; đồng thời, album còn mang âm hưởng từ Europop, techno, và dubstep trong quá trình sáng tác
Đánh giá của album từ các nhà phê bình là trung lập, trong đó có những phê bình chung rằng tuyển tập này không thực sự cần thiết. Dù vậy, đa phần trong số họ khen ngợi những bản phối khí của The Weeknd, Twin Shadows và Guéna LG. Album đã nhận được số điểm trung bình là 57 trên 100 theo thống kê của Metacritic. Về thương mại, Born This Way: The Remix giành được vài thành công nhỏ, album lọt vào bảng xếp hạng của 10 quốc gia. Vị trí xếp hạng cao nhất của album là tại Nhật Bản, nơi mà album lọt vào tốp 20. Trong khi đó tại Mỹ, album không lọt vào tốp 100 của bảng xếp hạng Billboard 200.

## Bối cảnh thực hiện

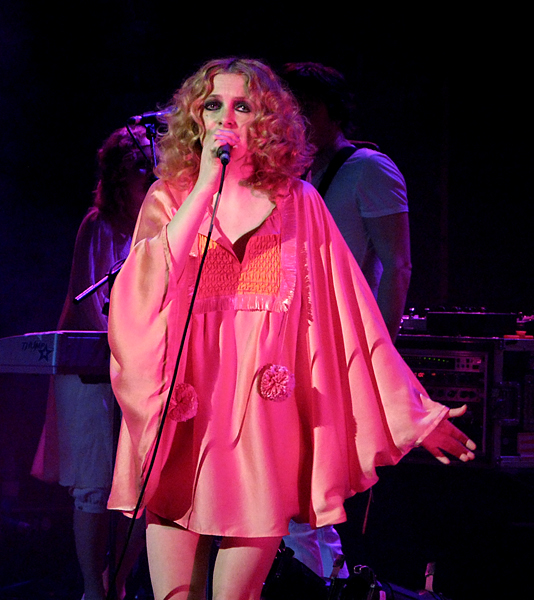
Goldfrapp đã phối lại đĩa đơn thứ hai của Gaga, "Judas".

Vào tháng 10 năm 2011, Lady Gaga thông báo về kế hoạch phát hành một album phối lại mang tên Born This Way: The Remix. Album bao gồm 14 bản phối lại của các ca khúc nằm trong album phòng thu thứ hai của cô, Born This Way. Trong đó, chỉ có bảy bài là các ca khúc chưa được phát hành. Born This Way: The Remix cũng được phát hành dưới dạng một phần của album Born This Way: The Collection, một phiên bản đặc biệt được phát hành ngày 21 tháng 11 năm 2011 bao gồm 17 ca khúc từ album phòng thu thứ hai của cô và phiên bản DVD được phát hành của buổi hòa nhạc HBO đặc biệt của Gaga, Lady Gaga Presents the Monster Ball Tour: At Madison Square Garden. Các nghệ sĩ phối khí cho các ca khúc hầu hết là các nghệ sĩ nhạc techno là Sultan & Ned Shepard, nhà sản xuất nhạc electropop là Goldfrapp và Metronomy, các nghệ sĩ indie rock mới nổi như Twin Shadow và Two Door Cinema Club, và nghệ sĩ phối khí The Weeknd.
Đa số các bản phối khí đã được phát hành dưới dạng EP (đĩa mở rộng) của từng đĩa đơn trước đó trong Born This Way. Bản phối khí đầu tiên là của Twin Shadows phối khí cho đĩa đơn "Born This Way", phát hành vào tháng 3 năm 2011. Sau đó, tiếp nối là bản phối khí của Goldfrapp cho đĩa đơn "Judas" và được phát hành trên kênh YouTube của Lady Gaga. Bản phối khí của Wild Beats cho ca khúc "You and I" được phát hành vào tháng 8 năm 2011, và số tiền từ lượng doanh số bán được đã giúp mọi người hỗ trợ cho các hãng thu âm bị mất cổ phiếu của hãng PIAS Recordings. Bản phối khí cuối cùng được phát hành của album là bản phối khí của đĩa đơn "Marry the Night" bởi The Weeknd, hợp tác với Illangelo, do đó The Weeknd cũng là đồng sản xuất của bản phối khí trên.

## Sáng tác
Album mở đầu với bản phối khí của đĩa đơn "Born This Way" của Zedd, mở đầu với những nhịp đập nhỏ và sau đó là những điệu synth to dần, và bao gồm cả đoạn breakdown mang nhịp techno. Bản phối khí của "Judas" bởi Goldfrapp là ca khúc thứ hai trong album; bản phối khí bao gồm thể loại nhạc công nghiệp và giọng hát của Gaga chuyển đổi thành tiếng rên với tông trầm hơn và chậm rãi hơn, khiến giọng của cô nghe giống như giọng của đàn ông. Foster the People đảm nhiệm việc phối khí lại cho đĩa đơn "The Edge of Glory" và giới thiệu một đoạn break-down mới ở trình tự phút thứ 3:20. The Weeknd và Illangelo phối khí cho đĩa đơn "Marry the Night" giống y hệt như bản audio chính, nhưng việc giới thiệu giọng hát bởi Abel Tesfaye của nhóm The Weeknd cho đệm theo nhịp trống điện lặp đi lặp lại và hơi dốc.

## Danh sách ca khúc
| STT              | Nhan đề                                                             | Sáng tác                                          | Nhà sản xuất | Thời lượng |
| ---------------- | ------------------------------------------------------------------- | ------------------------------------------------- | --- | ---------- |
| 1.               | "Born This Way" (phiên bản phối khí bởi Zedd)                       | Lady Gaga, Jeppe Laursen                          | Lady Gaga, Laursen, Fernando Garibay, DJ White Shadow (sản xuất phối khí và pha trộn by Zedd)                             | 6:30       |
| 2.               | "Judas" (phiên bản phối khí bởi Goldfrapp)                          | Lady Gaga, RedOne                                 | Lady Gaga, RedOne (phối khí bởi Goldfrapp)                                                                                | 4:41       |
| 3.               | "The Edge of Glory" (phiên bản phối khí bởi Foster the People)      | Lady Gaga, Garibay, DJ White Shadow               | Lady Gaga, Garibay (phối khí bởi Foster the People)                                                                       | 6:10       |
| 4.               | "Yoü and I" (phiên bản phối khí bởi Wild Beasts)                    | Lady Gaga                                         | Lady Gaga, Robert John "Mutt" Lange (phối khí và sản xuất thanh nhạc bởi Wild Beasts)                                     | 3:50       |
| 5.               | "Marry the Night" (phiên bản phối khí bởi The Weeknd & Illangelo)   | Lady Gaga, Garibay                                | Lady Gaga, Garibay (phối khí bởi The Weeknd and Illangelo, điều chỉnh thanh nhạc bởi The Weeknd)                          | 4:03       |
| 6.               | "Black Jesus † Amen Fashion" (phiên bản phối khí bởi Michael Woods) | Lady Gaga, DJ White Shadow                        | Lady Gaga, DJ White Shadow (phối khí, sản xuất thanh nhạc và đệm đàn bởi Michael Woods nhã nhặn của Three Six Zero Group) | 6:10       |
| 7.               | "Bloody Mary" (phiên bản phối khí bởi The Horrors)                  | Lady Gaga, Garibay, DJ White Shadow               | Lady Gaga, DJ White Shadow, Garibay*, Clinton Sparks* (phối khí bởi The Horrors)                                          | 5:18       |
| 8.               | "Scheiße" (phiên bản phối khí bởi Guéna LG Club)                    | Lady Gaga, RedOne                                 | Lady Gaga, RedOne (phối khí và sản xuất thanh nhạc bởi Guéna LG, pha trộn bởi Julien Carret)                              | 5:44       |
| 9.               | "Americano" (phiên bản phối khí bởi Gregori Klosman)                | Lady Gaga, Garibay, DJ White Shadow, Cheche Alara | Lady Gaga, Garibay, DJ White Shadow (sản xuất phối khí bởi Gregori Klosman)                                               | 6:07       |
| 10.              | "Electric Chapel" (phiên bản phối khí bởi Two Door Cinema Club)     | Lady Gaga, DJ White Shadow                        | Lady Gaga, DJ White Shadow (phối khí bởi Two Door Cinema Club)                                                            | 3:59       |
| 11.              | "Yoü and I" (phiên bản phối khí bởi Metronomy)                      | Lady Gaga                                         | Lady Gaga, Lange (phối khí và sản xuất thanh nhạc b [ởi[Joseph Mount]])                                                   | 4:19       |
| 12.              | "Judas" (phiên bản phối khí bởi Hurts)                              | Lady Gaga, RedOne                                 | Lady Gaga, RedOne (phối khí bởi Hurts)                                                                                    | 3:58       |
| 13.              | "Born This Way" (phiên bản phối khí bởi Twin Shadows)               | Lady Gaga, Laursen                                | Lady Gaga, Laursen, Garibay, DJ White Shadow (sản xuất phối khí bởi Twin Shadow)                                          | 4:05       |
| 14.              | "The Edge of Glory" (phiên bản phối khí bởi Sultan & Ned Shepard)   | Lady Gaga, Garibay, DJ White Shadow               | Lady Gaga, Garibay (sản xuất phối khí bởi by Sultan & Ned Shepard)                                                        | 6:34       |
| Tổng thời lượng: | Tổng thời lượng:                                                    | Tổng thời lượng:                                  | Tổng thời lượng: | 71:27      |

| Danh sách ca khúc thêm vào của Vinyl LP và iTunes Store | Danh sách ca khúc thêm vào của Vinyl LP và iTunes Store | Danh sách ca khúc thêm vào của Vinyl LP và iTunes Store | Danh sách ca khúc thêm vào của Vinyl LP và iTunes Store                                   | Danh sách ca khúc thêm vào của Vinyl LP và iTunes Store |
| STT                                                     | Nhan đề                                                 | Sáng tác                                                | Nhà sản xuất                                                                              | Thời lượng                                              |
| ------------------------------------------------------- | ------------------------------------------------------- | ------------------------------------------------------- | ----------------------------------------------------------------------------------------- | ------------------------------------------------------- |
| 15.                                                     | "Judas" (phiên bản phối khí bởi Röyksopp's 30 Pieces)   | Lady Gaga, RedOne                                       | Lady Gaga, RedOne (phối khí và sản xuất thanh nhạc by Svein Berge và Torbjørn Brundtland) | 9:18                                                    |
| Tổng thời lượng:                                        | Tổng thời lượng:                                        | Tổng thời lượng:                                        | Tổng thời lượng:                                                                          | 80:45                                                   |

| Phiên bản gia hạn của Nhật | Phiên bản gia hạn của Nhật                                        | Phiên bản gia hạn của Nhật | Phiên bản gia hạn của Nhật | Phiên bản gia hạn của Nhật |
| STT                        | Nhan đề                                                           | Sáng tác                   | Nhà sản xuất | Thời lượng                 |
| -------------------------- | ----------------------------------------------------------------- | -------------------------- | --- | -------------------------- |
| 15.                        | "Yoü and I" (phiên bản phối khí bởi Mark Taylor)                  | Lady Gaga                  | Lady Gaga, Lange (đệm ghi-ta bởi Patrick Mascall; phối khí, sản xuất thanh nhạc, đệm đàn và lập trình bởi Mark Taylor; chế ngự bởi Dick Beetham) | 5:02                       |
| 16.                        | "The Edge of Glory" (phiên bản phối khí bởi Desi Hits! Bollywood) | Lady Gaga, Garibay, RedOne | Lady Gaga, Garibay (phối khí và sản xuất thanh nhạc bởi DJ Aqeel)                                                                                | 4:26                       |
| Tổng thời lượng:           | Tổng thời lượng:                                                  | Tổng thời lượng:           | Tổng thời lượng: | 80:13                      |

Ghi chú
(*) chỉ ra đồng sản xuất.

## Xếp hạng và chứng nhận doanh số
| Bảng xếp hạng (2011)            | Vị trí cao nhất |
| ------------------------------- | --------------- |
| Australian Albums Chart         | 62              |
| Belgian Albums Chart (Wallonia) | 69              |
| Canadian Albums Chart           | 49              |
| French Albums Chart             | 71              |
| Italian Albums Chart            | 89              |
| Greek Albums Chart              | 51              |
| Japanese Albums Chart           | 14              |
| Spanish Albums Chart            | 41              |
| UK Albums Chart                 | 77              |
| Billboard 200                   | 105             |
| Dance/Electronic Albums         | 3               |

| Quốc gia | Chứng nhận |
| -------- | ---------- |
| Nhật Bản | Vàng       |